# Бенаки-Псаруда, Анна
Анна Бенаки-Псаруда (греч. Άννα Μπενάκη-Ψαρούδα; род. 12 декабря 1934, Афины) — греческая женщина-политик, государственный деятель, юрист, академик (2010). Является членом партии «Новая демократия».

## Биография
Родилась 12 декабря 1934 года в Афинах.
В 1952 году окончила колледж American College of Greece. Затем изучала право в Афинах (1952—1957), выполнив дипломную работу на тему уголовного права в Германии. Была стипендиатом Германской службы академических обменов (DAAD). В 1962 году получила степень доктора философии Боннского университета.
Вернувшись в Афины, в 1962—2002 годах занималась юридической практикой, была членом Афинской ассоциации адвокатов, профессор уголовного права юридического факультета Афинского университета. Занималась одновременно политикой, став в 1981 году членом консервативной партии «Новая демократия». Работала в правительстве Греции, занимая посты министра культуры (1990—1992) и министра юстиции (1992—1993). В 2004 году стала первой женщиной-спикером парламента Греции и занимала эту должность по 2007 год.
Затем была членом Парламентской ассамблеи совета Европы (2007—2009). В 2010 году была избрана действительным членом Афинской академии. Является автором многих статей и книг. Среди её наград имеется AHEPA Pericles Award.

## Частная жизнь
Она состоит в браке с Линосом Бенакисом (Λίνος Μπενάκης, род. 1928) — экспертом в области истории философии.